# 約納斯·賀治-克里斯滕森
約納斯·賀治-克里斯滕森（Jonas Høgh-Christensen，1981年5月21日—），是一名出生於丹麥哥本哈根的帆船運動員，曾參加2004年、2008年、2012年和2016年四屆夏季奧運，其中2012年倫敦奧運獲得一枚銀牌。身高186公分，體重102公斤。

## 參賽紀錄
| 年份 | 賽事           | 主辦城市   | 名次   | 項目       |
| ---- | -------------- | ---------- | ------ | ---------- |
| 2004 | 奧林匹克運動會 | 雅典       | 第9名  | 芬蘭型帆船 |
| 2008 | 奧林匹克運動會 | 北京       | 第6名  | 芬蘭型帆船 |
| 2012 | 奧林匹克運動會 | 倫敦       | 銀牌   | 芬蘭型帆船 |
| 2016 | 奧林匹克運動會 | 里约热内卢 | 第16名 | 芬蘭型帆船 |

## 外部連結
- 約納斯·賀治-克里斯滕森的Facebook專頁
- Jonas Hogh-Christensen （页面存档备份，存于） - ISAF